# Куяльник (автомобільне ралі)
Ралі «Куяльник» – традиційне змагання з автомобільного ралі, яке проводилось в Одесі та Одеській області України з 1995 по 2021 роки з перервами. Входило до заліків чемпіонату України та Кубку Лиманів, який згодом набув статусу чемпіонату України з міні-ралі. Змагання проходило під егідою Автомобільної федерації України FAU, його організаторами в різні роки виступали Одеський автомобільний клуб та ТОВ «Ліманкап».

## Історія
Традиції проведення автомобільного ралі в Одесі беруть свій початок в кінці 60-х років ХХ сторіччя, відколи це змагання проводилось, здебільшого, восени і було частиною святкування Дня автомобіліста. В 1994 році ралі «Одеса» стало першим етапом першого чемпіонату України за часів незалежності – але через погану погоду частину змагання тоді довелось відмінити. Прислухавшись до відгуків учасників, організатори ралі вирішили внести деякі зміни в конфігурацію траси, а разом з тим надати змаганню нову назву. Її було обрано на честь давнього козацького поселення Куяльник, заснованого вихідцями із Запорозької Січі якраз в районі Хаджибейської дороги – тобто саме там, де було прокладено спецділянки ралі.
Перше ралі «Куяльник», яке пройшло з 1 по 3 вересня 1995 року, зібрало на старті всього лише 13 екіпажів (антирекорд в історії змагання). Втім, завдяки зусиллям організаторів – здебільшого, керівника Одеського автоклубу Віктора Шаповалова – гонка з роками ставала більш популярною і на початку ХХІ сторіччя вже мала сталий імідж одного з найскладніших, та водночас найцікавіших етапів чемпіонату України з ралі. 
Однак з роками стало очевидно, що погляд Шаповалова на стратегію розвитку українського ралі суттєво відрізняється від концепції, якої дотримувався комітет ралі FAU. Внаслідок цього, по закінченні сезону-2004 Віктор Шаповалов заявив про відмову проводити ралі «Куяльник» в якості етапу чемпіонату і повністю зосередився на організації нової гоночної серії під назвою Кубок Лиманів.
Відродження ралі «Куяльник» відбулось лише в 2011 році – тепер воно стало одним з етапів Кубку Лиманів. З того часу і по 2019 рік гонка стабільно збирала від 40 до 60 екіпажів-учасників – певною мірою це було зумовлено тим, що більшість з них базувалась безпосередньо в Одесі. Саме на ралі «Куяльник» 2015 року здобув свою останню в житті перемогу видатний український спортсмен Юрій Кочмар, який невдовзі після того потрапив в тяжку аварію і пішов з життя внаслідок отриманих травм. 
З початком пандемії COVID-19 кількість учасників ралі в Україні суттєво зменшилась – в 2020 році на старт ралі «Куяльник» вийшло всього 24 екіпажі. Раптова ж смерть Віктора Шаповалова в березні 2021 року взагалі поставила під питання можливість проведення як цієї гонки, так і Кубку Лиманів в цілому. Втім, організацію серії та її етапів перебрало на себе ТОВ «Ліманкап», яке продовжило традицію проведення ралі «Куяльник» в 2021 році. 
Починаючи з 2022 року через повномасштабне вторгнення Росії проведення всіх змагань з ралі в Україні було тимчасово припинено.

## Маршрут

### Урочисті церемонії
В період з 1995 по 2004 роки урочиста церемонія відкриття ралі «Куяльник» проходила на площі Куликове поле в центрі Одеси. Виключенням став 1997 рік, коли старт ралі відбувався на розташованому неподалік стадіоні СКА. 
Починаючи з 2011 року церемонія відкриття змагання постійно відбувалась біля Одеського оперного театру. В 2020 та 2021 роках через обмеження, викликані пандемією COVID-19, відкриття ралі «Куяльник» проходило безпосередньо поруч із трасою змагання, в селі Северинівка.

### Спецділянки
В перші роки проведення ралі «Куяльник» його маршрут починався біля однойменного санаторію і проходив поруч з Хаджибейским та Куяльницьким лиманами. Відносно короткі ґрунтові спецділянки було прокладено біля сіл Красносілка, Кубанка та Северинівка. Згодом більша частина змагання стала проходити кількома дорогами навколо Северинівки, Павлинки, Адамівки та Руської Слободки, а в 2001 році було додано ще й спецділянку біля села Маринівка. 
Іноді організатори влаштовували на початку ралі короткі слаломні заїзди, які могли бути частиною урочистої церемонії відкриття змагання (1996 рік) та не входили до загального заліку ралі. Згодом подібні, вже залікові, заїзди проходили на території нинішньої мотошколи «Взльотка». 
Починаючи з 2011 року ралі «Куяльник» стало проводитись в форматі Кубку Лиманів, згідно якого вся змагальна дистанція проходила на одній спецділянці біля села Северинівка.

## Переможці
| Рік  | Статус                   | Пілот                   | Штурман                | Автомобіль                 |
| ---- | ------------------------ | ----------------------- | ---------------------- | -------------------------- |
| 1995 | Чемпіонат України з ралі | Василь Ростоцький       | Віктор Балін           | Mitsubishi Galant VR-4     |
| 1996 | Чемпіонат України з ралі | Олександр Андріященко   | Анатолій Майстренко    | ВАЗ-2108                   |
| 1997 | Чемпіонат України з ралі | Валентин Марчук         | Сергій Ковальов        | ВАЗ-2108                   |
| 1999 | Чемпіонат України з ралі | Руслан Железко          | Віктор Розиграєв       | ВАЗ-2108                   |
| 2000 | Чемпіонат України з ралі | Олександр Салюк-старший | Леонід Косянчук        | Ford Escort RS Cosworth    |
| 2001 | Чемпіонат України з ралі | Василь Ростоцький       | Юрій Ростоцький        | Ford Escort WRC            |
| 2003 | Чемпіонат України з ралі | Олександр Салюк-старший | Леонід Косянчук        | Mitsubishi Lancer Evo VII  |
| 2004 | Чемпіонат України з ралі | Олександр Салюк-старший | Леонід Косянчук        | Mitsubishi Lancer Evo VII  |
| 2011 | Кубок Лиманів            | Юрій Шаповалов          | Любомир Шумаков        | Mitsubishi Lancer Evo IX   |
| 2012 | Кубок Лиманів            | Валерій Горбань         | Андрій Ніколаєв        | Mitsubishi Lancer Evo IX   |
| 2013 | Кубок Лиманів            | Володимир Петренко      | Микола Ільницький      | Mitsubishi Lancer Evo IX   |
| 2014 | Кубок Лиманів            | Микола Чмих-мол.        | Олександр Вільчинський | Subaru Impreza WRX STi     |
| 2015 | Кубок Лиманів            | Юрій Кочмар             | Сергій Коваль          | Mitsubishi Lancer Evo VIII |
| 2016 | Кубок Лиманів            | Денис Сидоров           | Микола Романов         | Mitsubishi Lancer Evo X    |
| 2017 | Кубок Лиманів            | Денис Сидоров           | Микола Романов         | Mitsubishi Lancer Evo X    |
| 2018 | Кубок Лиманів            | Антон Корзун            | Павло Кононов          | Mitsubishi Lancer Evo X    |
| 2019 | Кубок Лиманів            | Юрій Шаповалов          | Любомир Шумаков        | Mitsubishi Lancer Evo IX   |
| 2020 | Кубок Лиманів            | Валерій Горбань         | Сергій Ларенс          | MINI John Cooper Works WRC |
| 2021 | Кубок Лиманів            | Ігор Чаповський         | Андрій Ніколаєв        | MINI John Cooper Works WRC |

## Цікаві факти
- Перемога Василя Ростоцького в ралі «Куяльник» 1995 року на автомобілі Mitsubishi Galant VR-4 є першою перемогою для бренду Mitsubishi в будь-якому українському автомобільному змаганні.

- Ралі «Куяльник» є єдиним етапом чемпіонату України з ралі, який тричі (1996, 1997, 1999) вигравали екіпажі на автомобілях ВАЗ-2108.

- На ралі «Куяльник» 1999 року відбувся український дебют автомобіля Ford Escort WRC, яким керували Василь Ростоцький та Майкл Орр. Екіпаж показав найкращий результат в ралі, але був дискваліфікований за відхилення від маршруту.

- Олександр Салюк-старший є рекордсменом ралі «Куяльник» за кількістю перемог (3) та виграних спецділянок (49).

- Найбільша кількість стартів в ралі «Куяльник» належить Володимиру Петренку – він брав участь в цьому змаганні 17 разів з 19 можливих. Також Петренко є найстаршим переможцем цієї гонки – в 2013 році він виграв її у віці 54 роки, 9 місяців та 24 дні.

- Рекордсменом серед автомобільних брендів, які вигравали ралі «Куяльник», є марка Mitsubishi, на рахунку якої 11 перемог в цьому змаганні. Крім того, в різні роки ралі «Куяльник» вигравали автомобілі Ford, Lada, MINI та Subaru.

- Найбільше учасників (60 екіпажів) стартувало в ралі «Куяльник» 2015 року, найменше (13 екіпажів) – в ралі «Куяльник» 1995 року.